# Tetragonochora discifera
Tetragonochora discifera är en stekelart som beskrevs av Joseph Kriechbaumer 1898. Tetragonochora discifera ingår i släktet Tetragonochora och familjen brokparasitsteklar. Inga underarter finns listade i Catalogue of Life.